# Krasnoznamensk
Krasnoznamensk (Russisch: Краснознаменск, Duits: Lasdehnen of Haselberg; Litouws: Lazdynai; Pools: Łazdyny) is een stad in de Russische oblast Kaliningrad, gelegen aan de rivier de Šešupė. Het is het bestuurlijk centrum van het District Krasnoznamenski. De stad telde 3.751 inwoners bij de volkstelling van 2002. De stad heeft een grote Litouwse minderheid. Litouwse culturele organisaties zijn in de stad gevestigd.

## Geschiedenis
Voor de Tweede Wereldoorlog maakte de stad deel uit van de Pruisische provincie Oost-Pruisen. Tot 1938 was de naam Lasdehnen, maar doordat het van Baltisch Oudpruisische oorsprong was veranderde de nationaalsocialisten het in Haselberg. Na de Tweede Wereldoorlog werd het gebied geannexeerd door de Sovjet-Unie en de stad werd hernoemd in Krasnoznamensk ("Rode Vaandelstad").
Bestuurlijk centrum: Kaliningrad

Bagrationovsk · Baltiejsk · Goerjevsk · Goesev · Gvardejsk · Krasnoznamensk · Ladoesjkin · Lozovoje · Mamonovo · Neman · Nesterov · Ozjorsk · Pionerski · Polessk · Pravdinsk · Slavsk · Sovjetsk · Svetlogorsk · Svetly · Tsjernjachovsk · Vesjoloje · Zelenogradsk